# Nieuw Zevenaar en Koegorspolder
De Nieuw Zevenaar en Koegorspolder (ook: 'Koegors- en Nieuwe Zevenaarpolder') is een polder tussen Terneuzen en Axel, behorende tot de Polders tussen Axel, Terneuzen en Hoek, in de Nederlandse provincie Zeeland. 
De polder werd ingedijkt in 1648 en meet 959 hectare. Ze vormde de verbinding tussen de Terneuzense en Axelse polders. De polder wordt in het oosten begrensd door de Graaf Jansdijk. Veel recenter is de begrenzing aan westelijke en zuidelijke zijde. Hier vindt men het Kanaal Gent-Terneuzen, aangelegd in 1827, respectievelijk Zijkanaal C, van dezelfde datum.
Het noorden van de polder wordt tegenwoordig door het haven- en industriegebied van de stad Terneuzen in beslag genomen, terwijl ook het westelijke deel van de polder sterk is geïndustrialiseerd. In 1911 werd hier een cokesfabriek gebouwd en in 1929 bovendien een stikstofbindingsbedrijf. Andere industriële activiteit betreft een goederenspoorlijn en een windmolenpark.